# Fraham
Fraham je obec v okrese Eferding v rakouské spolkové zemi Horní Rakousy.

## Geografie
Fraham leží v oblasti Hausruckviertel. Přibližně 1 % rozlohy obce tvoří lesy a 14 % zemědělská půda.